# الاتحاد الرياضي بتطاوين
الاتحاد الرياضي بتطاوين (بالفرنسية: Union sportive de Tataouine)‏ هو نادي كرة قدم تونسي تأسس في 1996، بعد اندماج فريقي تطاوين الرياضية مع الشبيبة الرياضية بالرقبة. يقع مقره في مدينة تطاوين.

لعب في موسم 2014-2015 في الدرجة الثالثة التي فاز بها، وانتقل للعب في الدرجة الثانية أين استطاع في موسم 2015-2016 احتلال المركز الثاني ليتأهل لأول مرة في تاريخه للعب في الرابطة التونسية المحترفة الأولى. 

يتدرب النادي في ملعب نجيب الخطاب الذي تبلغ سعته 000 5 متفرج.

## الإطار الفنّي الحالي
- مدرب: منير راشد
- مساعد: علي منافق
- معد بدني: حسن سعد
- مدرب حراس: محرز حسني
- مراقبة أداء وإحصائيات: يوسف بن فرج
- أخصائي العلاج الطبيعي: حسن ضويلع ومحمد الأمام[4]

## المسار التاريخي
| الموسم      | القسم                                | المدرب                                            | الترتيب                    |
| ----------- | ------------------------------------ | ------------------------------------------------- | -------------------------- |
| 1996 - 1997 | القسم الشرفي (الدرجة الثانية - جنوب) | يوسف السرياطي ثم علي شبوح ثم محمد علي الفرشيشي    | التاسع                     |
| 1997 - 1998 | القسم الشرفي (الدرجة الثانية - جنوب) | فاخر التريقي ثم عز الدين خميلة                    | الحادي عشر                 |
| 1998 - 1999 | القسم الشرفي (الدرجة الثانية - جنوب) | رؤوف المرزوقي ثم محمد العابد ثم عز الدين خميلة    | التاسع، هبوط               |
| 1999 - 2000 | الوطنية C                            | عز الدين خميلة ثم رضوان اللومي                    | الثامن                     |
| 2000 - 2001 | الوطنية C جنوب                       | رؤوف المرزوقي ثم رضوان اللومي ثم الهادي الكوني    | الرابع عشر، هبوط           |
| 2001 - 2002 | القسم الشرفي جنوب (الدرجة الرابعة)   | الهادي الكوني ثم محمد السرايب                     | البطل، صعود                |
| 2002 - 2003 | الوطنية C الجنوب                     | ناجي جراد ثم حكيم براهم ثم حسين فرطاس             | الثاني عشر، هبوط           |
| 2003 - 2004 | القسم الشرفي جنوب (الدرجة الرابعة)   | عز الدين خميلة                                    | الثالث، صعود               |
| 2004 - 2005 | الدرجة الثالثة                       | عز الدين خميلة                                    | الخامس                     |
| 2005 - 2006 | الدرجة الثالثة                       | عز الدين خميلة ثم شهاب الطيح ثم الهاشمي معتوق     | الرابع عشر، هبوط           |
| 2006 - 2007 | القسم الشرفي جنوب (الدرجة الرابعة)   | شهاب الطيح ثم الهاشمي معتوق ثم حسن الشوك          | الثالث عشر، هبوط           |
| 2007 - 2008 | الدوري الجهوي (الدرجة الخامسة)       | شهاب الطيح ثم جمال بن عطية ثم حسين بقير           | الثاني، صعود               |
| 2008 - 2009 | القسم الشرفي جنوب (الدرجة الرابعة)   | رؤوف المرزوقي ثم حسين بقير ثم إحسان لزرق          | الثاني عشر                 |
| 2009 - 2010 | القسم الشرفي جنوب (الدرجة الرابعة)   | صالح داي ثم طارق الغفاري ثم صالح داي ثم حسين بقير | الثالث عشر، هبوط           |
| 2010 - 2011 | الدوري الجهوي (الدرجة الخامسة)       | حسين بقير                                         | الرابع                     |
| 2011 - 2012 | الدوري الجهوي (الدرجة الخامسة)       | رؤوف المرزوقي                                     | البطل، صعود                |
| 2012 - 2013 | الدوري الجهوي (الدرجة الرابعة)       | رؤوف المرزوقي                                     | البطل، صعود                |
| 2013 - 2014 | الدرجة الثالثة جنوب                  | أحمد الدريدي                                      | الثالث                     |
| 2014 - 2015 | الدرجة الثالثة جنوب                  | أحمد الدريدي                                      | البطل، صعود                |
| 2015 - 2016 | الدرجة الثانية                       | أحمد الدريدي                                      | الثاني في البلاي أوف، صعود |
| 2016 - 2017 | الدرجة الأولى                        | أحمد الدريدي                                      | قادمة                      |

## الرؤساء
- 1996 - 1998: محمد مومن.
- 1998 - 1999: محمد العبيدي.
- 2001 - 2003: عبد الحفيظ بوصاع.
- 2003 - 2004: محمد المستيري.
- 2005 - 2007: عبد الحفيظ بوصاع.
- 2007 - 2008: جمال القفطي.
- 2008 - 2009: جمال القفطي ثم عبد الحفيظ بوصاع.
- 2009 - 2010: عبد الحفيظ بوصاع.
- 2010 - 2011: الهاشمي معتوق.
- 2011 - 2017: محمد الغول.
- 2018 - الآن: عكرمة الوذان.

## مقالات ذات صلة
- ملعب نجيب الخطاب
- ولاية تطاوين
- تطاوين

## روابط خارجية
- الصفحة الرسمية للنادي على الفيسبوك.